# Armanda (rzeka)
Armanda – rzeka w Australii, w stanie Australia Zachodnia. Ma 32 km długości. Źródło rzeki znajduje się w wzgórzach Bob Black Hills, na północny wschód od miejscowości Halls Creek. Uchodzi do rzeki Panton, będącej dopływem rzeki Ord. Niewiele wiadomo o pochodzeniu jej nazwy, jednak prawdopodobnie została nazwana przez geodetę C. W. Nyulasiego w 1887 roku.